# Liste des monuments classés en Région bruxelloise
La Région de Bruxelles-Capitale, en Belgique, compte en 2010 un total de 1173 monuments protégés. 
- Liste des monuments classés d'Anderlecht
- Liste des monuments classés d’Auderghem
- Liste des monuments classés de Berchem-Sainte-Agathe
- Liste des monuments classés de Bruxelles-ville
- Liste des monuments classés d'Etterbeek
- Liste des monuments classés d'Evere
- Liste des monuments classés de Forest
- Liste des monuments classés de Ganshoren
- Liste des monuments classés d'Ixelles
- Liste des monuments classés de Jette
- Liste des monuments classés de Koekelberg
- Liste des monuments classés de Molenbeek-Saint-Jean
- Liste des monuments classés de Saint-Gilles
- Liste des monuments classés de Saint-Josse-ten-Noode
- Liste des monuments classés de Schaerbeek
- Liste des monuments classés d'Uccle
- Liste des monuments classés de Watermael-Boitsfort
- Liste des monuments classés de Woluwe-Saint-Lambert
- Liste des monuments classés de Woluwe-Saint-Pierre